# ЭйДжей и королева
«ЭйДжей и королева» (англ. AJ and the Queen) — американский комедийный телесериал, авторами которого стали Ру Пол и Майкл Патрик Кинг. Премьера шоу состоялась 10 января 2020 года на Netflix.
6 марта 2020 года было объявлено, что сериал был закрыт после одного сезона.

## Сюжет
Состоявшаяся дрэг-квин Руби Ред накопила сто тысяч долларов и собирается открывать новый ночной клуб в Нью-Йорке. Но её парень Гектор, который оказался мошенником Дэмиеном Санчесом, похищает все деньги и сбегает вместе со своей сообщницей Леди Опасностью. Из-за этого Руби решает отправиться в тур по ночным клубам США, чтобы заработать себе на жизнь. Оставшиеся деньги у него крадёт беспризорный соседский мальчишка ЭйДжей. Он оставляет свою квартиру своему другу слепому Луису и уезжает на стареньком фургоне в своё путешествие. Но тайком в фургон пробирается и ЭйДжей, который услышал, что Руби поедет в Техас, где живёт дедушка мальчика, и требует от Руби взять его в поездку до Техаса.

## В ролях

### В главных ролях
- Ру Пол — Роберт Ли / Руби Ред
- Иззи Джи (Иззи Гасперс) — ЭйДжей
- Майкл-Леон Вулли — Луис / Коко Баттер
- Джош Сегарра — Гектор / Дэмиен Санчес
- Тиа Каррере — Лейлани Калаи / Леди Опасность
- Катерина Танненбаум — Брианна
- Мэтт Уилкас — офицер Патрик Кеннеди

### Приглашённые звёзды
- Виктория «Поркчоп» Паркер — Поркчоп
- Джинкс Монсун — Иди
- Катя Замолодчикова — Магда
- Марио Мантоне — Альмы Джой
- Марк Сингер — Боб
- Эдриенн Барбо — Хелен
- Майкл Сирил Крейтон — Кристиан
- Чад Майклс — Брайан Джеррити
- Тим Бэгли — Ллойд Джонсон
- Латрис Ройел — Фаберже
- Моник Харт — мисс Терри Тория
- Кевин Дэниелс — Даррелл
- Джинджер Миндж — Томми
- Тринити Так — Даниэль Дюпри
- Джуджуби — Ли Сент Ли
- Джейн Краковски — Бет

Кроме того, в сериале появились другие дрэг-квин-выпускницы «Королевских гонок Ру Пола» без указания имени персонажа: Мейхем Миллер, Бьянка Дель Рио, Юрика О’Хара, Алексис Матео, Манила Лузон, Ванесса Вэнджи Матео, Кей Седиа, Джеймс Мэнсфилд, Мария Баленсиага, Кеннеди Дэвенпорт, Джейд Джоли, Онджайна, Пандора Бокс, Лаура Белл Банди, Бриджит Эверетт, Валентина.

## Русский дубляж
Русский дубляж был сделан на студии «Пифагор» в 2020 году. Режиссёр дубляжа — Евгений Толоконников, переводчик — Эмилия Стебулянина.
- Александр Матвеев — Роберт Ли / Руби Ред
- Александра Курагина — ЭйДжей
- Артур Иванов — Луис / Коко Баттер
- Евгений Хазов — Гектор / Дэмиен Санчес
- Анна Киселёва — Лейлани Калаи / Леди Опасность
- Марина Волкова — Брианна
- Евгений Толоконников — офицер Патрик Кеннеди

## Производство
11 мая 2018 года было объявлено, что Netflix дал добро на производство первого сезона сериала, состоящего из десяти эпизодов. Авторами идеи и исполнительными продюсерами стали Ру Пол и Майкл Патрик Кинг. Производственными компаниями, участвующие в создании сериале, — MPK Productions и телевидение Warner Bros.
Наряду с объявлением о заказе сериала, было подтверждено, что Ру Пол будет сниматься в сериале. 20 сентября 2018 года было объявлено, что Джош Сегарра, Майкл-Леон Вули, Катерина Танненбаум и Тиа Каррере исполнят главные роли. 16 октября 2018 года было сообщено, что Иззи Джи была выбрана на главную роль ЭйДжей. 18 января 2019 года было объявлено, что Мэтью Уилкас присоединился к актёрскому составу.
19 ноября был опубликован тизер сериала, а 20 — трейлер первого сезона.